# Panzerbüchse
Il Panzerbüchse è un fucile anticarro tedesco, camerato per le munizioni 7,92 × 94 mm e prodotto a partire dal 1942 dalla società Gustloff Werke. Ne esistono varie versioni: il Panzerbüchse 38 (PzB 38) ossia il primo prodotto, il Panzerbüchse 39 (PzB 39) e il 2,8 cm sPzB 41 il quale, pur classificato come fucile anticarro pesante, era in realtà un cannone anticarro leggero.
Le origini del PzB 39 risalgono alla Grande Guerra, con l'introduzione del TUF Mauser Gewehr nel 1918, creato in risposta alla comparsa di carri armati inglesi sul fronte occidentale. L'M1918 camerava una cartuccia da 13,2 × 92 mm SR molto efficace contro i carri, e l'industria bellica tedesca ne fabbricò circa 16.000. Pur usando munizioni di piccolo calibro rispetto ad altri fucili dello stesso genere, il Panzerbüchse si rivelò estremamente efficace, soprattutto grazie al nucleo in tungsteno delle munizioni e all’elevata velocità alla volata del proiettile (1.200 m/s).
Il PzB 39  tedesco fu lo sviluppo del fucile del 1930 progettato nel tentativo di fornire alla fanteria un'arma anticarro portabile, alternativa al Gewehr TUF. Così nel 1938 l'ingegnere  della Gustloff Werke, B. Brauer, diede vita al Panzerbüchse 38 (PzB 38), un'arma a colpo singolo, con un baricentro molto arretrato: la lunghissima canna dava al proiettile una velocità tale da perforare le corazze dei carri armati.

## Funzionamento
Ad ogni colpo sparato la canna si ritrava di 9 cm; la culatta si apriva e veniva espulsa la cartuccia ed infine il blocco della culatta si arrestava in posizione aperta per consentire al fuciliere di ricaricare l'arma manualmente, richiudere la culatta e risparare. Questo meccanismo complicato era incline a malfunzionamenti e inceppamenti appena il sistema si sporcava, cosa frequente sui campi di battaglia; questo fu uno dei difetti maggiori del PzB 38 che conseguì la fabbricazione di soli 1.408 esemplari, usati principalmente dalla Wehrmacht durante l'invasione della Polonia nel 1939.
Così si passò alla produzione alla fine del 1939 dell'evoluzione diretta del PzB 38, il Panzerbüchse 39, che eliminò il sistema semi-automatico e diminuì il numero di componenti in modo da abbassare i costi di produzione.
Furono costruiti 568 PzB 39 in tempo per svolgere operazioni in Polonia, e nei successivi due anni, con l'inizio della guerra contro la Russia le truppe tedesche furono armate con 25.298 PzB 39
La produzione cessò nel novembre 1941; furono realizzati 39.232 fucili PzB 39 e anche se rimase in uso fino al 1944 l'evoluzione dei carri armati rese inutile il PzB 39, utilizzabile solo contro carri leggeri.

### Dettagli tecnici del PzB 39
Fu mantenuta la canna del PzB 38, con un aumento di lunghezza fino a 162 cm, il peso fu ridotto di un chilogrammo, anche se le prestazioni in velocità e gittata rimasero invariate. Fu introdotto anche un sistema di caricamento con blocco cartucce da 10 colpi, che aumentò l'autonomia di fuoco.

## Varianti

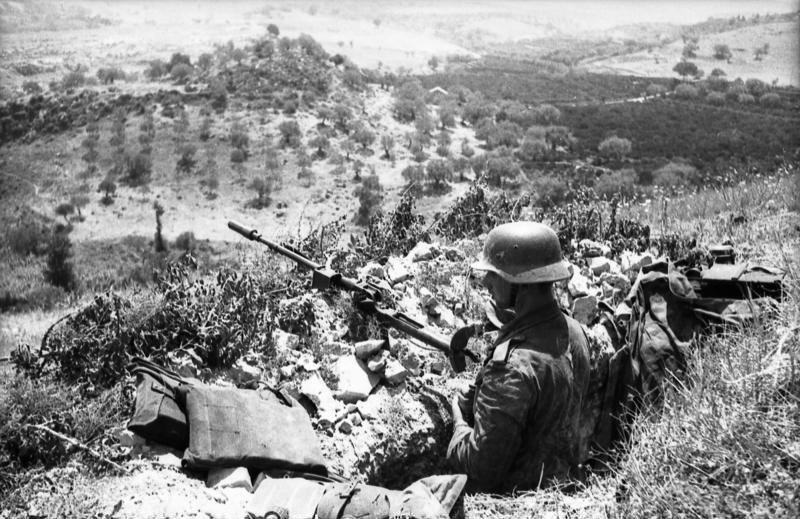
Tedesco in Italia con Granatbüchse

L'inefficacia del PzB 39 contro i nuovi carri medio-pesanti Alleati costrinse l'alto comando a dare inizio a modifiche all'arma: la canna fu accorciata e il fucile dotato di un sistema lanciagranate simile a quello in dotazione sul fucile Kar98k, con la possibilità di usare granate anti-fanteria e anticarro; questo modello riconvertito fu denominato Granatbüchse Modell 39 (GrB 39) e rimase in uso fino alla fine della guerra.